# 아기날도 하이웨이

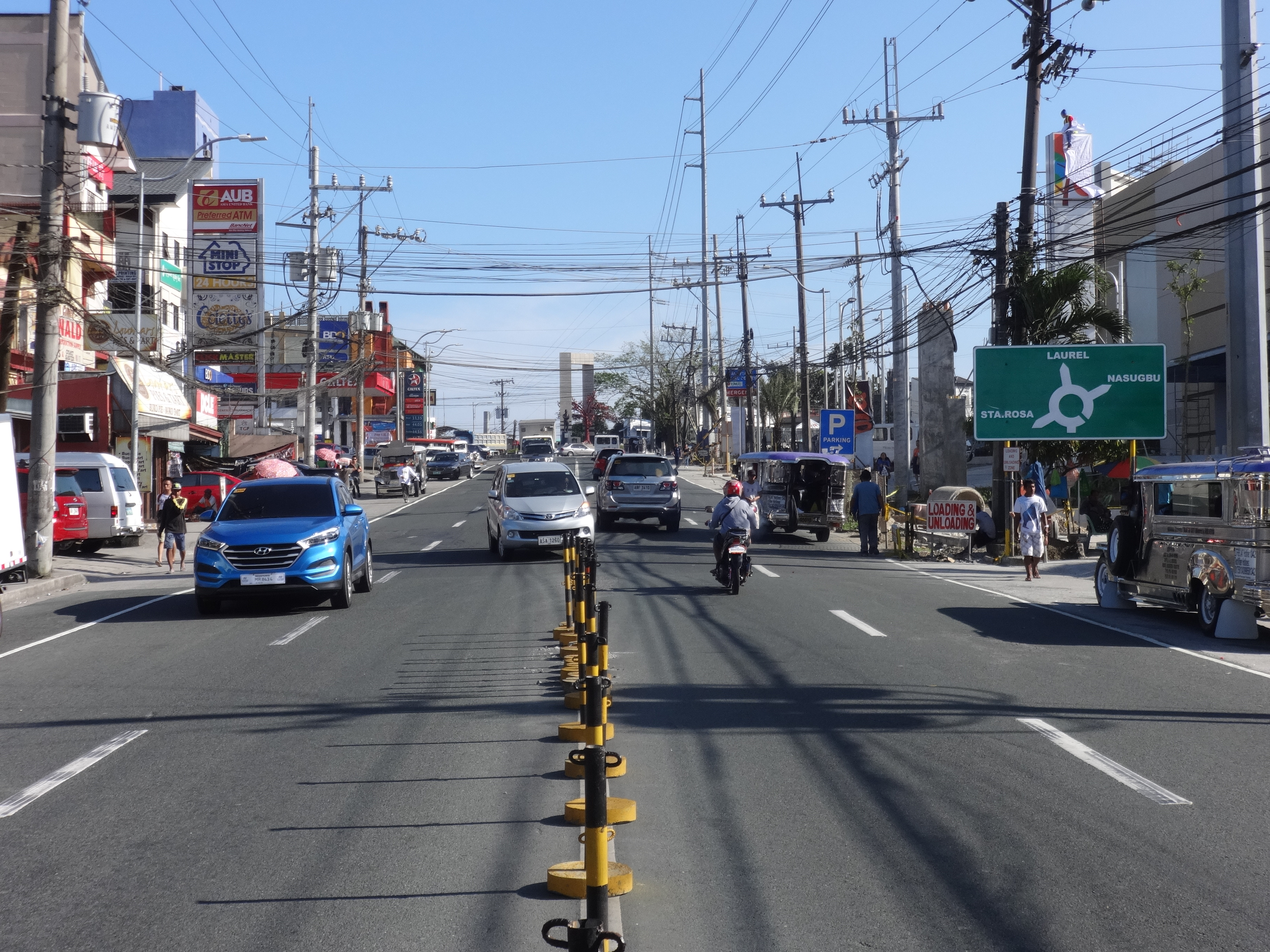
타가이타이의 타가이타이 로톤다에서 남쪽 방향으로 바라본 아기날도 하이웨이

에밀리오 아기날도 하이웨이(Emilio Aguinaldo Highway), (또는 간단히 아기날도 하이웨이(Aguinaldo Highway))는 카비테-바탕가스 도로 또는 마닐라 서부 도로라고도 하며, 4~6차선, 41.4-킬로미터 (25.7 mi)로, 필리핀 카비테주의 가장 번화한 도시간을 지나는 제1급 및 제2급 도로 네트워크이다. 이 도로는 해당 지방에 있는 3개의 주요 도로중 가장 번화하고 혼잡하며, 나머지는 후아니토 레뮬라 Sr. 도로(Juanito Remulla Sr. Road, 가버너스 드라이브) 및 안테로 소리아노 하이웨이(Governor's Drive)이다.
이 도로는 필리핀 최초의 대통령인 에밀리오 아기날도 장군의 이름을 따서 지어졌다.
도로의 북쪽 종점은 메트로 마닐라에 있는 라스피냐스에 있다. 그런 다음 바코르, 이무스, 다스마리냐스, 실랑을 따라 이동한 다음 카비테의 타가이타이에서 끝난다. 이 도로는 필리핀 일반국도망의 국도 제62호선(N62), 국도 제419호선, 국도 제410호선(N410)의 일부를 이루고 있다. 이 고속도로에는 마닐라-카비테 도로와 카비테-바탕가스 도로와 같은 여러 공식 이름이 있다. 실랑의 포블라시온(poblacion) 지역의 west alignment은 제3급 도로로 지정된 실랑 우회도로라는 새로운 우회도로로 번호가 매겨지지 않는다. 아기날도 대로(Aguinaldo Boulevard)로 불리는 마닐라-카비테 고속도로(당시 해안도로)와 연결되는 구간도 필리핀 일반국도망의 국도 제62호선(N62)으로 지정되어 있다.

## 교차로
교차로에는 거리표로 번호가 매겨져 있으며, 마닐라의 리잘 공원(Rizal Park)는 0 킬로미터로 지정되어 있다.

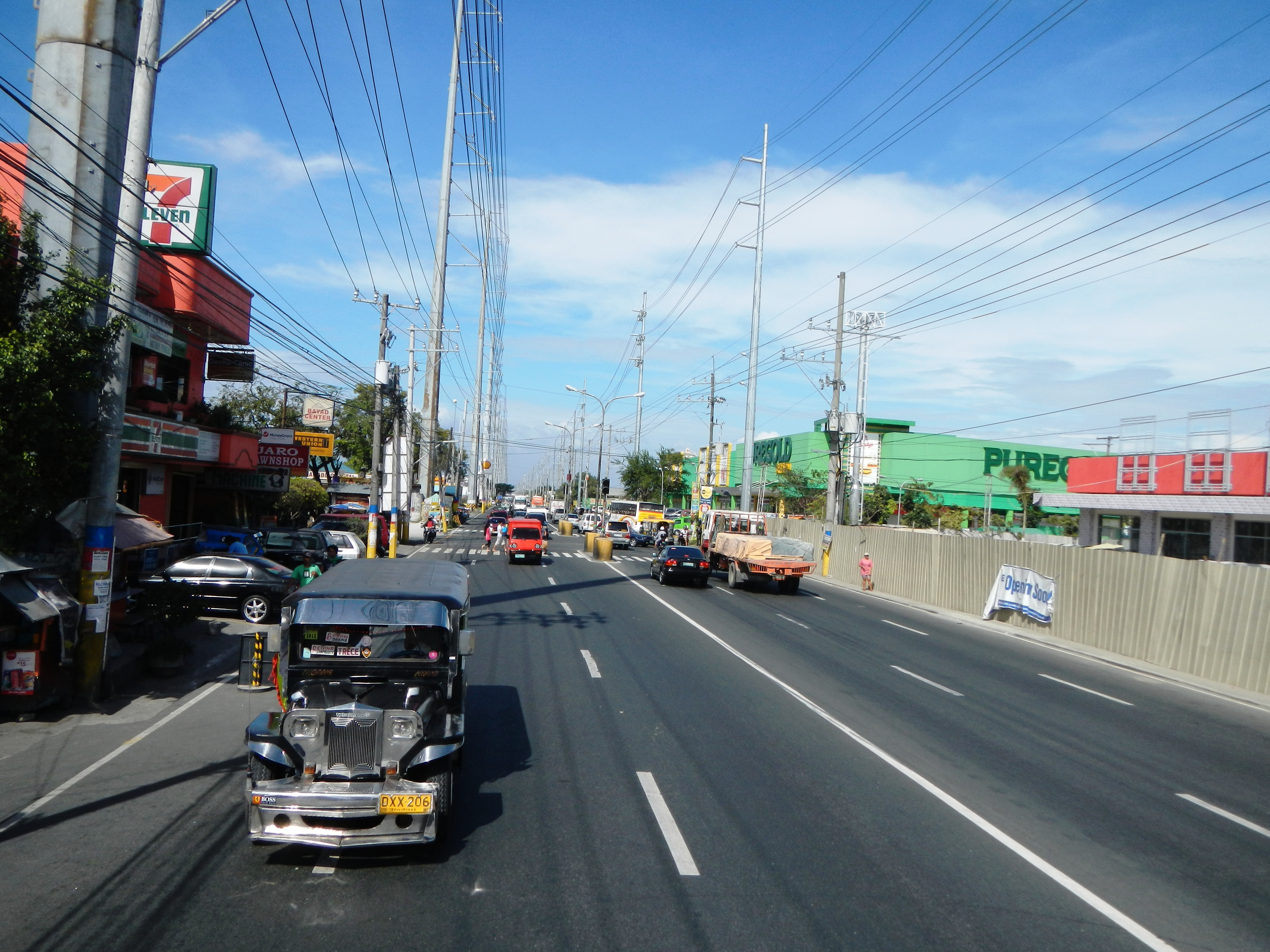
이무스의 누에노 애비뉴에서 남쪽으로 바라본 아기날도 하이웨이

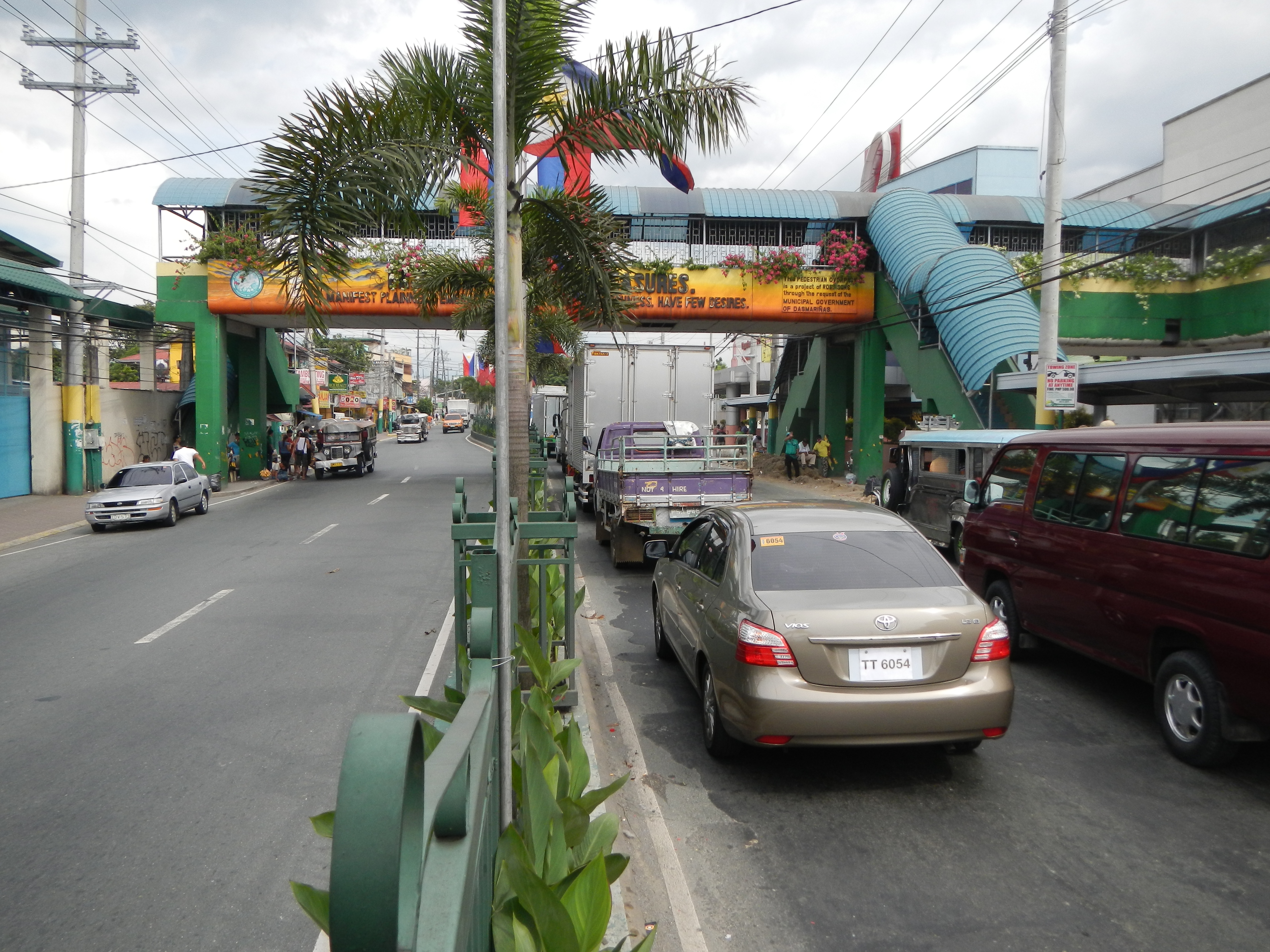
다스마리냐스의 아기날도 하이웨이

| 지방                                                        | 주                       | 시                       | 거리(km)                  | 거리(마일) | 접속 노선                                                                                      | 비고                                                                                           |
| ----------------------------------------------------------- | ------------------------ | ------------------------ | ------------------------- | ---------- | ---------------------------------------------------------------------------------------------- | ---------------------------------------------------------------------------------------------- |
| 메트로 마닐라                                               | 라스피냐스               | 라스피냐스               | 14.793                    | 9.192      | N62 (디에고 세라 애비뉴) - 라스피냐스                                                          | 북부 종착지. 디에고 세라 애비뉴를 통해 북쪽으로 이어짐.                                        |
| 메트로 마닐라-칼라바르손 지방 경계                          | 라스피냐스-카비테주 경계 | 라스피냐스-바코르 경계   | 14.846                    | 9.225      | 자포테강 위의 자포테교. 라스 피냐스/문틴루파 디스트릭트 엔지니어링 오피스 하이웨이 경계.       | 자포테강 위의 자포테교. 라스 피냐스/문틴루파 디스트릭트 엔지니어링 오피스 하이웨이 경계.       |
| 칼라바르손 지방                                             | 카비테주                 | 바코르                   |                           |            | A. 에반겔리스타 거리, 몰리노 도로                                                              |                                                                                                |
| 칼라바르손 지방                                             | 카비테주                 | 바코르                   |                           |            | 아기날도 대로, 몰리노 대로                                                                     | 신호등 교차로.                                                                                 |
| 칼라바르손 지방                                             | 카비테주                 | 바코르                   | 17.456                    | 10.847     | N62 (티로나 하이웨이) - 카위트                                                                 | 신호등 교차로. 도로번호가 N62에서 N419로 변환.                                                 |
| 칼라바르손 지방                                             | 카비테주                 | 바코르–이무스 경계       | 18.943                    | 11.771     | 카비테 서브 디스트릭트 엔지니어링 오피스-카비테 2nd 디스트릭트 엔지니어링 오피스 하이웨이 경계 | 카비테 서브 디스트릭트 엔지니어링 오피스-카비테 2nd 디스트릭트 엔지니어링 오피스 하이웨이 경계 |
| 칼라바르손 지방                                             | 카비테주                 | 이무스                   | 20.050                    | 12.458     | 이무스강 위의 이무스교                                                                         | 이무스강 위의 이무스교                                                                         |
| 칼라바르손 지방                                             | 카비테주                 | 이무스                   |                           |            | 부하이 나 투비그 도로                                                                          | 신호등 교차로.                                                                                 |
| 칼라바르손 지방                                             | 카비테주                 | 이무스                   | 팔리코 다아난 도로        |            |                                                                                                |                                                                                                |
| 칼라바르손 지방                                             | 카비테주                 | 이무스                   | 누에노 애비뉴             |            |                                                                                                |                                                                                                |
| 칼라바르손 지방                                             | 카비테주                 | 이무스                   | 파틴디그 아라우 도로      |            |                                                                                                |                                                                                                |
| 칼라바르손 지방                                             | 카비테주                 | 이무스                   |                           |            | 다앙 하리, 오픈 카날 도로                                                                      | 평면 교차. 신호등 교차로.                                                                      |
| 칼라바르손 지방                                             | 카비테주                 | 이무스-다스마리냐스 경계 | 26.998                    | 16.776     | 카비테 1st 디스트릭트 엔지니어링 오피스-카비테 서브 디스트릭트 엔지니어링 오피스 하이웨이 경계 | 카비테 1st 디스트릭트 엔지니어링 오피스-카비테 서브 디스트릭트 엔지니어링 오피스 하이웨이 경계 |
| 칼라바르손 지방                                             | 카비테주                 | 다스마리냐스             |                           |            | 살리트란 도로                                                                                  |                                                                                                |
| 칼라바르손 지방                                             | 카비테주                 | 다스마리냐스             |                           |            | 콩그레셔널 도로                                                                                | 신호등 교차로. 데라살레 대학교-다스마리냐스와 연결                                             |
| 칼라바르손 지방                                             | 카비테주                 | 다스마리냐스             | 돈 플라시도 콤포스 애비뉴 |            |                                                                                                |                                                                                                |
| 칼라바르손 지방                                             | 카비테주                 | 다스마리냐스             | 라몬 티로나 애비뉴        |            |                                                                                                |                                                                                                |
| 칼라바르손 지방                                             | 카비테주                 | 다스마리냐스             |                           |            | N65 (가버너스 드라이브) - 트레세 마르티레스                                                    | 신호등 교차로.                                                                                 |
| 칼라바르손 지방                                             | 카비테주                 | 다스마리냐스             |                           |            | N65(팔라팔라 도로)                                                                             | 신호등 교차로.                                                                                 |
| 칼라바르손 지방                                             | 카비테주                 | 다스마리냐스-실랑 경계   | 38.985                    |            | 도로번호가 N419에서 N410으로 변환.                                                             | 도로번호가 N419에서 N410으로 변환.                                                             |
| 칼라바르손 지방                                             | 카비테주                 | 실랑                     |                           |            | E3 카비테-라구나 고속도로                                                                      | 공사중                                                                                         |
| 칼라바르손 지방                                             | 카비테주                 | 실랑                     |                           |            | N410 (호세 리살 애비뉴)                                                                        | 도로번호가 제거됨.                                                                             |
| 칼라바르손 지방                                             | 카비테주                 | 실랑                     |                           |            | 실랑-바나이바나이 도로                                                                         | 신호등 교차로.                                                                                 |
| 칼라바르손 지방                                             | 카비테주                 | 실랑                     |                           |            | N410 (호세 리살 애비뉴)                                                                        | 도로번호가 N410로 변환.                                                                        |
| 칼라바르손 지방                                             | 카비테주                 | 실랑                     | 부호-아마데오 도로        |            |                                                                                                |                                                                                                |
| 칼라바르손 지방                                             | 카비테주                 | 실랑–타가이타이 경계     | 53.763                    |            | 카비테 서브 디스트릭트 엔지니어링 오피스–카비테 2nd 디스트릭트 엔지니어링 오피스 하이웨이 경계 | 카비테 서브 디스트릭트 엔지니어링 오피스–카비테 2nd 디스트릭트 엔지니어링 오피스 하이웨이 경계 |
| 칼라바르손 지방                                             | 카비테주                 | 타가이타이               | 56.894                    |            | N410 (타가타이-나수부 하이웨이) / N421 (타가타이-카람바 도로), 타가이타이-탈리사이 도로        | 회전교차로. 남부 종점지. 남동쪽의 타가이타이-나수부 하이웨이로 이어짐.                         |
| 1.000 mi = 1.609 km; 1.000 km = 0.621 mi 경로 전환 · 미개통 |                          |                          |                           |            |                                                                                                |                                                                                                |

## 같이 보기
- 필리핀의 교통